# Макино (национальный парк)
Национальный парк Ма́кино (англ. Mackinac National Park) — бывший национальный парк США, существовавший с 1875 по 1895 год на острове Макино (англ. Mackinac) на севере штата Мичиган. Это был второй по времени создания национальный парк США после Йеллоустонского. Площадь парка составляла 4,22 км². Создание парка стало ответом на растущую популярность острова как места летнего отдыха и явилось результатом усилий Томаса Ферри (англ. Thomas W. Ferry), сенатора США и уроженца острова.
На территории парка находился Форт Макино, который во время существования национального парка служил гарнизоном армии США (до создания Службы национальных парков в 1916 году национальные парки США находились под управлением армии). Кроме того, территория включала геологические памятники, такие как скалы Арч-Рок (англ. Arch Rock) и Шугар-Лоуф (англ. Sugar Loaf).
В 1895 году по просьбе губернатора Мичигана Джона Рича (англ. John T. Rich), гарнизон был выведен из форта (который сейчас функционирует как музей), а парк передан в ведение штата и переименован в Парк штата «Остров Макино» (англ. Mackinac Island State Park). Это первый парк штата Мичиган. Парк существует по настоящее время.